# Хорватия на зимних Паралимпийских играх 2018
Хорватия на зимних Паралимпийских играх 2018 года в Пхёнчхане была представлена семью спортсменами и двумя спортсменами-гидами в соревнованиях по горнолыжному спорту, лыжных гонках и сноуборду.

## Медали
| Золото |                |                                           |          |
| №      | Спортсмены     | Вид спорта (дисциплина)                   | Дата     |
| 1      | Дино Соколович | Горнолыжный спорт (мужчины, слалом, сидя) | 17 марта |
| Бронза |                |                                           |          |
| №      | Спортсмены     | Вид спорта (дисциплина)                   | Дата     |
| 1      | Бруно Боснжак  | Сноуборд (мужчины, слалом)                | 16 марта |

## Состав

### Горнолыжный спорт
1. Дино Соколович
2. Дамир Миржак (ведущий — Лука Дебелжак)
3. Ловко Докич
4. Ева Галуза (ведущий — Ана Зигман)

### Лыжные гонки
1. Жосип Зима
2. Антон Басижакович

### Сноуборд
1. Бруно Боснжак

## Результаты соревнований

### Горнолыжный спорт

#### Мужчины
| Соревнования      | Класс               | Спортсмены                             | Заезд 1/ Скоростной спуск | Заезд 1/ Скоростной спуск | Заезд 2/ Слалом | Заезд 2/ Слалом | Заезд 3/ Кросс | Заезд 3/ Кросс | Время   | Место |
| Соревнования      | Класс               | Спортсмены                             | Время                     | Место                     | Время           | Место           | Время          | Место          | Время   | Место |
| ----------------- | ------------------- | -------------------------------------- | ------------------------- | ------------------------- | --------------- | --------------- | -------------- | -------------- | ------- | ----- |
| Скоростной спуск  | Сидя                | Дино Соколович                         | 1:36.29                   | 17                        | отменены        | отменены        | отменены       | отменены       | 1:32.20 | 16    |
| Супер-гигант      | Сидя                | Дино Соколович                         | Нет данных                | Нет данных                | Нет данных      | Нет данных      | Нет данных     | Нет данных     | 1:33.48 | 19    |
| Суперкомбинация   | Сидя                | Дино Соколович                         | 1:31.65                   | 15                        | 49.07           | 6               | Нет данных     | Нет данных     | 2:20.72 | 9     |
| Слалом            | Сидя                | Дино Соколович                         | 49.13                     | 3                         | 50.69           | 3               | Нет данных     | Нет данных     | 1:39.82 | 1     |
| Слалом            | Стоя                | Ловко Докич                            | 1:07.61                   | 25                        | 1:03.64         | 21              | Нет данных     | Нет данных     | 2:11.25 | 22    |
| Слалом            | С нарушением зрения | Дамир Миржак (ведущий — Лука Дебелжак) | 1:01.72                   | 12                        | 59.60           | 8               | Нет данных     | Нет данных     | 2:01.32 | 9     |
| Гигантский слалом | Сидя                | Дино Соколович                         | 1:12.99                   | 17                        | 1:13.10         | 17              | Нет данных     | Нет данных     | 2:26.09 | 15    |
| Гигантский слалом | Стоя                | Ловко Докич                            | 1:23.70                   | 35                        | 1:24.69         | 27              | Нет данных     | Нет данных     | 2:48.39 | 27    |
| Гигантский слалом | С нарушением зрения | Дамир Миржак (ведущий — Лука Дебелжак) | 1:30.45                   | 16                        | 1:24.78         | 15              | Нет данных     | Нет данных     | 2:55.23 | 16    |

#### Женщины
| Соревнования      | Класс               | Спортсмены                      | Заезд 1/ Скоростной спуск | Заезд 1/ Скоростной спуск | Заезд 2/ Слалом | Заезд 2/ Слалом | Время   | Место |
| Соревнования      | Класс               | Спортсмены                      | Время                     | Место                     | Время           | Место           | Время   | Место |
| ----------------- | ------------------- | ------------------------------- | ------------------------- | ------------------------- | --------------- | --------------- | ------- | ----- |
| Слалом            | С нарушением зрения | Ева Галуза ведущий — Ана Зигман | 1:10.27                   | 12                        | DSQ             | DSQ             | —       | —     |
| Гигантский слалом | С нарушением зрения | Ева Галуза ведущий — Ана Зигман | 1:28.28                   | 12                        | 1:29.85         | 12              | 2:58.13 | 12    |

### Лыжные гонки

#### Мужчины

##### Спринт
| Класс | Соревнование                | Спортсмены        | Класс | Квалификация | Квалификация | Полуфинал            | Полуфинал            | Полуфинал            | Финал                | Финал                | Итоговое место |
| Класс | Соревнование                | Спортсмены        | Класс | Результат    | Место        | Заезд                | Результат            | Место                | Результат            | Место                | Итоговое место |
| ----- | --------------------------- | ----------------- | ----- | ------------ | ------------ | -------------------- | -------------------- | -------------------- | -------------------- | -------------------- | -------------- |
| Сидя  | 1,1 км, классический спринт | Жосип Зима        | LW11  | 9:25.28      | 35           | Завершил выступление | Завершил выступление | Завершил выступление | Завершил выступление | Завершил выступление | 35             |
| Стоя  | 1,5 км, классический спринт | Антон Баснжакович | LW3   | 4:53.28      | 24           | Завершил выступление | Завершил выступление | Завершил выступление | Завершил выступление | Завершил выступление | 24             |

##### Дистанционные гонки
| Класс | Соревнование        | Спортсмены | Класс | Время | Отставание | Место |
| ----- | ------------------- | ---------- | ----- | ----- | ---------- | ----- |
| Сидя  | 7,5 км классический | Жосип Зима | LW11  | DNS   | DNS        | DNS   |
| Сидя  | 10 км свободный     | Жосип Зима | LW11  | DNS   | DNS        | DNS   |

### Сноуборд

#### Мужчины
| Соревнование   | Спортстмен    | Квалификация | Квалификация | 1/8 финала | 1/8 финала | Четвертьфинал | Четвертьфинал | Полуфинал            | Полуфинал            | Финал                | Итоговое место |
| Соревнование   | Спортстмен    | Результат    | Место        | Заезд      | Место      | Заезд         | Место         | Заезд                | Место                | Финал                | Итоговое место |
| -------------- | ------------- | ------------ | ------------ | ---------- | ---------- | ------------- | ------------- | -------------------- | -------------------- | -------------------- | -------------- |
| Сноуборд-кросс | Бруно Боснжак | 1:04.91      | 6            | 4          | 1          | 3             | 2             | завершил выступление | завершил выступление | завершил выступление | 6              |

| Соревнование | Спортсмен     | 1 попытка | 2 попытка | 3 попытка | Место |
| ------------ | ------------- | --------- | --------- | --------- | ----- |
| Слалом       | Бруно Боснжак | 57.23     | 54.08     | 1:02.68   | 3     |